# Heaven Shall Burn
Heaven Shall Burn е мелодичен дет метъл/метълкор музикална група от град Заалфелд, провинция Тюрингия, Германия.
Тя комбинира агресивно метъл звучене с текстове, които изразяват борбата с фашизма и борбата със социалните несправедливости.
Членовете на състава са straight edge (не употребяват тютюн, алкохол, наркотици) и са вегани.

## Дискография
- Asunder (2000)
- Whatever It May Take (2002)
- Antigone (2004)
- Deaf to Our Prayers (2006)
- Iconoclast (Part 1: The Final Resistance) (2008)
- Invictus (Iconoclast III) (2010)
- Veto (2013)
- Wanderer (2016)
- Of Truth and Sacrifice (2020)

## Членове
- Матиас Фойгт – барабани
- Майк Вайхерд – китара
- Ерик Бишоф – бас китара
- Александър Диц – китара
- Маркус Бишоф – вокали